# 加尔西雷
加尔西雷，是西班牙卡斯蒂利亚-莱昂萨拉曼卡省的一个市镇。 总面积84平方公里，总人口111人（2001年），人口密度1人/平方公里。